# SV Fortuna Leipzig 02
SV Fortuna Leipzig 02 is een Duitse voetbalclub uit Leipzig, Saksen.

## Geschiedenis

### Topclub
De club werd in 1902 opgericht als FC Fortuna Leipzig. In 1904 sloot de club FC Hohenzollern Sellerhausen zich bij de club aan. In 1920 nam de club de naam SV Fortuna Leipzig aan. De club had in Leipzig zware concurrentie van VfB Leipzig, SpVgg 1899 Leipzig-Lindenau en Wacker Leipzig.
In de jaren twintig trad Fortuna even op het voorplan. In 1925/26 plaatste de club zich voor de eindronde van Midden-Duitsland en versloeg Riesaer SV en Chemnitzer BC, maar verloor in de finale van Dresdner SC met 0-3. De club speelde een kwalificatiewedstrijd tegen FC Preussen Chemnitz om zo deel te kunnen nemen aan de Duitse eindronde en won deze met 8-0. In het stadion van stadsrivaal Wacker won de club met 2-0 van Bayern München en werd in de kwartfinale met 2-6 verslagen door Hamburger SV.
De competitie werd grondig hervormd na de machtsovername van de NSDAP in 1933. De Gauliga werd ingevoerd als hoogste klasse en Fortuna kwalificeerde zich niet voor de Gauliga Saksen. Na één seizoen promoveerde de club en bleef er spelen tot de competitie weer opgeheven werd in 1945. De beste prestatie was in 1938 toen de club evenveel punten behaalde als kampioen BC Hartha.

### Verval
Na de Tweede Wereldoorlog werd de club als SG Paunsdorf heropgericht. De club onderging enkele naamswijzigingen. In 1948 werd het RAW-Transportpolizei Leipzig, in 1949 RAW-Polygraph Leipzig en in 1950 BSG Lokomotive Ost Leipzig.
De club was wat weggezakt naar de lagere speelklassen en na twee opeenvolgende promoties speelde de club eind jaren vijftig in de II. DDR-Liga, de toenmalige derde klasse. Na één seizoen degradeerde de club echter. In 1962 promoveerde de club weer, maar kon ook nu het behoud niet verzekeren.
In 1971 promoveerde de club naar de DDR-Liga, de tweede klasse, maar ook deze klasse bleek een maat te groot voor de club. In 1974 promoveerde de club een laatste maal naar de tweede klasse en werd meteen weer naar de derde klasse verwezen. Het was het laatste seizoen van de club op een hoger niveau. Lokomotive Ost verdween nu in de anonimiteit.
Na de hereniging van Duitsland nam de club weer zijn historische naam Fortuna Leipzig aan.